# Verónica Montes
Verónica Montes (Lima, 17 de febrero de 1990) es una actriz peruana radicada en México. Conocida por sus papeles como "La Condesa" y "Kika Braun" en las series El señor de los cielos y Papá a toda madre. respectivamente.

## Biografía
Verónica Montes es nieta de españoles e hija de peruanos. A los 3 años comenzó a trabajar realizando comerciales y siendo la cara de varias marcas.
A los nueve años comenzó a estudiar baile y actuación;  a los 10 se fue a vivir de Lima, Perú a Miami, Estados Unidos, con su familia.
Estudió negocios y comunicaciones en Miami, para completar una preparación integral, tomó cursos de canto, baile y dicción. En cuanto a su formación como actriz, entre otros, recibió instrucción de reconocidas figuras, tales como, Adriana Barraza (Actriz Nominada al Oscar) y Luis Mandoki (Director de cine en Hollywood ampliamente Galardonado).

## Carrera
Su trayectoria comenzó en 2007, cuando entró al concurso “Nuestra Belleza Latina”, donde él haber llegado a ser finalista, le valió la oportunidad de probar suerte en la televisión.

### 2008-2012: Inicios Artísticos.
Su debut en televisión fue en la novela "Amor comprado", y después siguieron varias novelas que fueron grabadas en Miami, "Perro amor" y "Eva Luna", “Natalia del Mar”, “Nueva Vida”, “Por siempre mi amor”, y “Amor sin reserva”.

### 2013-2020: Consolidación Artística
En 2013 llega a México para consolidarse como actriz en la industria Mexicana, la más importante de habla hispana. En 2015 se da a conocer interpretando a "la Condesa" en El señor de los cielos e hizo pareja junto a Rafael Amaya compartiendo créditos con Fernanda Castillo y  Leonardo Daniel. En 2016 personifica a Lizbeth Álvarez en La piloto una azafata del elenco estelar. Para el 2017 hace su primera comedia encarnando el personaje de Kika Braun en Papá a toda madre, la villana de la historia, junto a Maite Perroni y Sebastián Rulli. Una de las pocas villanas que han logrado ser queridas por el público. En 2018 hace su debut en Teatro con la obra del productor Rubén Lara, “Una pareja de 3” protagonizando junto a Sebastián Rulli y Gabriel Soto. También hizo los personajes de “Letty Vida Fit”, para 40 y 20, y “Sofia” para Nosotros los Guapos, en cuanto a series hizo el personaje de “Gabriela” en “Decisiones” y finalmente participó en uno de los programas más vistos de la televisión “Mira Quien Baila”. En 2019 interpreta a “Victoria Avila” en “Promesas de Campaña”, incursionando así en las sátiras políticas. En ese mismo año protagonizó su primer película como “Helena Moya” en “Padre se Busca”. En 2020 debuta en el doblaje, haciendo la voz de “Piernanda” en “Trolls 2” de Universal Studios. Además participa como “Sharpay” en “Parientes a la Fuerza”.

### 2021-presente: Nuevos Proyectos.
Se convierte en protagonista en doblaje, en la película “Baby Boss 2”, haciendo el rol de “Tina Templeton”. En 2022 fue elegida para protagonizar en la primera temporada de la serie de televisión “Amores que engañan” dándole vida a “Andrea”. Ese mismo año realizó la película “Que padre… es mi familia” antagonizando con el personaje de “Tabatha” a lado de Marlene Favela, Carlos Ponce y Eduardo Yáñez. A inicios del 2023 hace una participación especial para Disney en la serie “Lucha”.
2024-PRESENTE: HOLLYWOOD
En televisión, Verónica ha brillado en producciones de Televisa/Univision y ViX, destacando por su papel antagónico en El Maleficio, compartiendo créditos con Fernando Colunga y Marlene Favela.
Además, protagonizó Cazadoras de Millonarios, demostrando su capacidad para asumir roles complejos y variados. "11
En el ámbito cinematográfico, Verónica continúa expandiendo su carrera internacional. En 2024 viajó a la República Dominicana para participar como antagónica en su segunda película de ese hermoso pais, Dembow, próxima a estrenarse en plataformas digitales. Ese mismo año, filmó en México Lo Que Dice el Corazón, cinta donde también interpretó un papel antagónico, cuyo estreno en cines está programado para este Abril 2025.
Uno de los mayores sueños de su carrera llegó en 2024 con su debut en Hollywood, donde trabajó junto al reconocido actor Kellan Lutz en una producción que se estrenará en plataformas en 2025.
En teatro, Verónica actualmente protagoniza la obra Brujas, compartiendo escenario con un elenco de talentosas actrices como Laura Flores, CeciliaGalliano, Gaby Spanic y Sabine Moussier.
Con una trayectoria en constante ascenso, VerónicaMontes continúa sorprendiendo al público con su talento, profesionalismo y pasión por la actuación.Sus próximos proyectos prometen seguir consolidándola como una de las actrices más destacadas de su generación.

## Filmografía

### Televisión
| Año       | Título                                | Personaje                               |
| --------- | ------------------------------------- | --------------------------------------- |
| 2008      | Amor comprado                         | Gertrudis                               |
| 2010      | Eva Luna                              | Maritza Ruiz                            |
| 2010      | Perro amor                            | Lena                                    |
| 2011-2012 | Natalia del mar                       | Mariela                                 |
| 2013      | Qué bonito amor                       | Susan Davis                             |
| 2013      | Nueva vida                            | Karina                                  |
| 2013-2014 | Por siempre mi amor                   | Lucero                                  |
| 2014      | Amor sin reserva                      | Rocío                                   |
| 2014      | Quiero amarte                         | Silvia                                  |
| 2015      | El señor de los cielos                | Belén Guerrero de Aguilera 'La Condesa' |
| 2017      | La piloto                             | Lizbeth Álvarez                         |
| 2017      | 40 y 20                               | Lety                                    |
| 2017-2018 | Papá a toda madre                     | Chiquinquirá Braun 'Kika'               |
| 2020      | Promesas de campaña                   | Victoria                                |
| 2020      | Decisiones: unos ganan, otros pierden | Gabriela                                |
| 2021-2022 | Parientes a la fuerza                 | Sharpay de Castro                       |
| 2022      | Amores que engañan                    | Andrea, ep: nuestro pacto               |
| 2023      | El maleficio                          | Julia Peralta                           |

### Programas
| Año  | Título                      | Debut        |
| ---- | --------------------------- | ------------ |
| 2009 | Nuestra Belleza Latina 2009 | Finalista    |
| 2018 | ¡Mira Quién Baila!          | Participante |

### Películas
| Año  | Título                  | Personaje   |
| ---- | ----------------------- | ----------- |
| 2013 | Jazive                  | Jazive      |
| 2019 | Padre se Busca          | Helena Moya |
| 2022 | Que Padre es mi familia | Tabatha     |

### Doblaje
| Año  | Título      | Personaje      |
| 2020 | Trolls 2    | Piernanda      |
| 2021 | Baby Boss 2 | Tina Templeton |

### Conducción
| Año  | Título                  |
| ---- | ----------------------- |
| 2012 | Kids Choice Awards 2012 |
| 2012 | Premios Juventud 2012   |
| 2012 | La jugada               |

## Premios y Nominaciones
| Año  | Premio            | Categoría                  | Trabajo                      | Resultado |
| 2013 | Mi Ecuador Awards | Mejor Actriz Internacional | Verónica Montes              | Ganadora  |
| 2016 | Emmy Awards       | Super Serie                | "El Señor de los Cielos III" | Ganadora  |
| 2020 | Emmy Awards       | Mejor Comedia              | "Promesas de Campaña"        | Ganadora  |
| 2022 | Latin Plug Awards | Mejor actriz del año       | Verónica Montes              | Nominada  |